# Sphinx chersis
Sphinx chersis és una espècie de lepidòpter ditrisi de la família dels esfíngids (Sphingidae) propi d'Amèrica del Nord.

## Distribució
Es troba des del nord de Mèxic fins al sud del Canadà, essent més rara als Estats del Golf (Texas, Louisiana, Mississipi, Alabama i Florida).

## Descripció

### Imago
Envergadura alar d'entre 90 i 130 mm. El color predominant d'aquesta espècie és el gris, que envolta el seu cap, tòrax, abdomen, ales i extremitats. A les ales anteriors hi té unes fines línies negres mentre que a les posteriors s'alternen franges negres amb franges gris clar, patró que també es presenta a cada costat de l'abdomen. Tòrax amb dues línies negres.

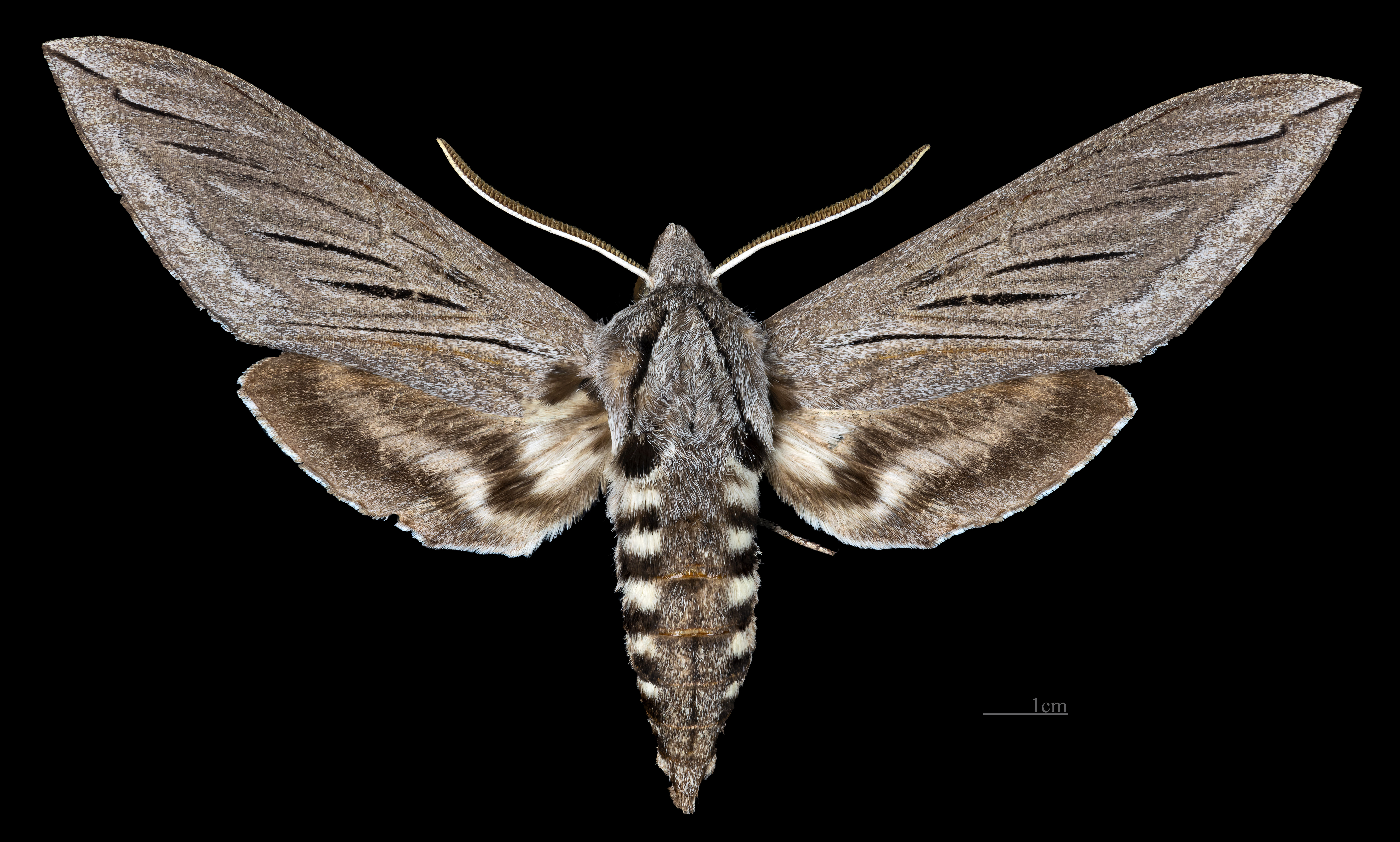
Sphinx chersis ♂
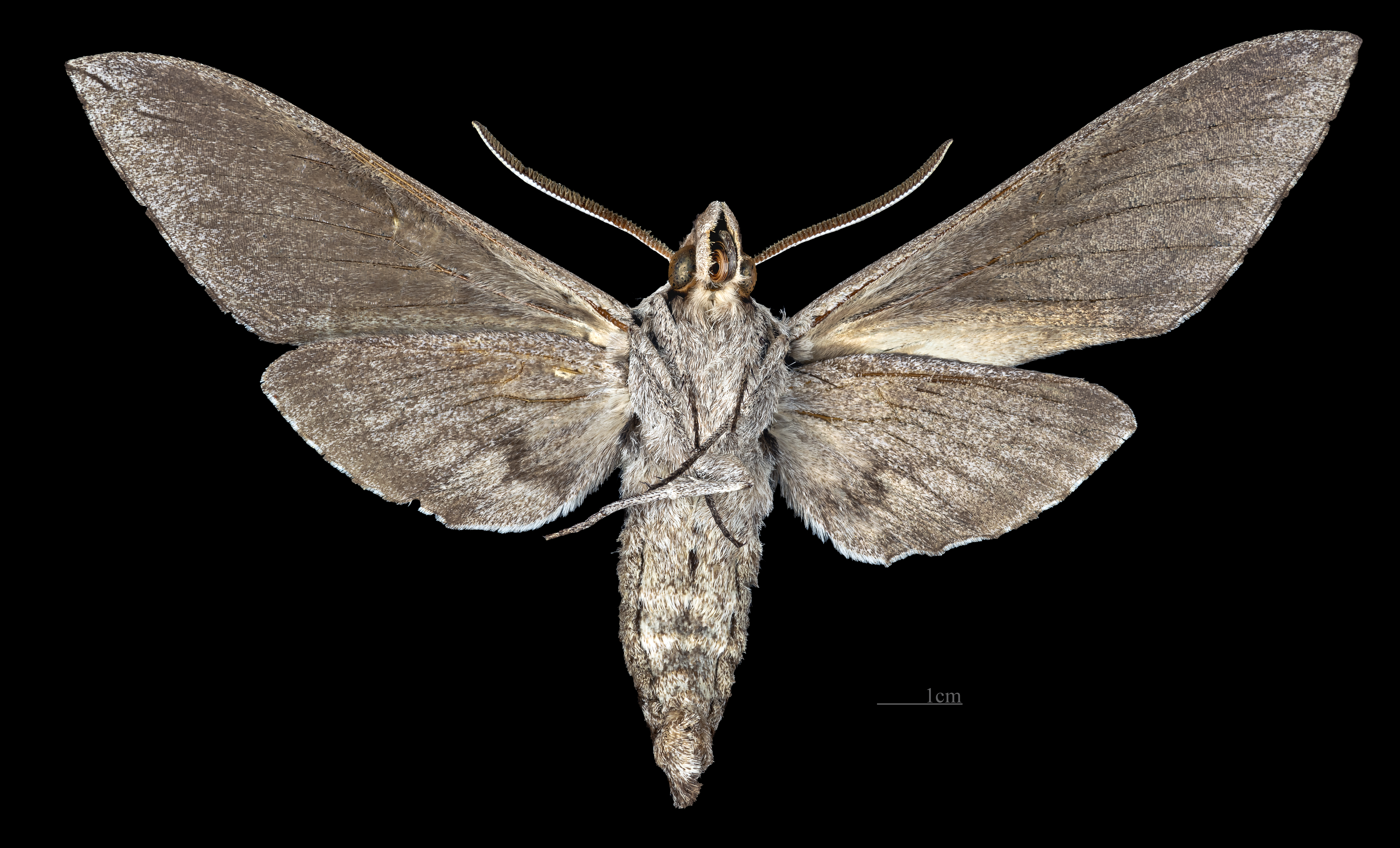
Sphinx chersis ♂ △
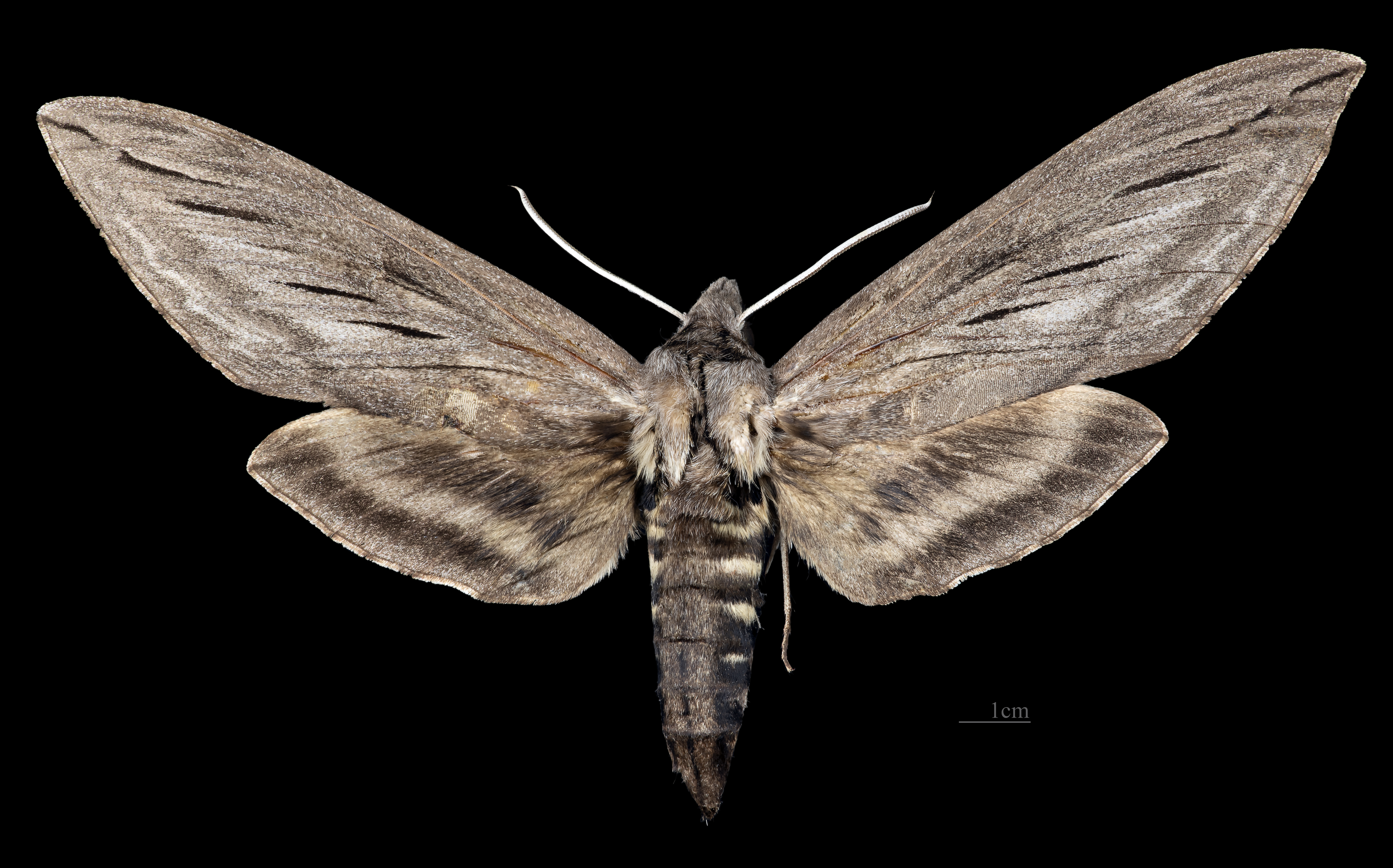
Sphinx chersis ♀
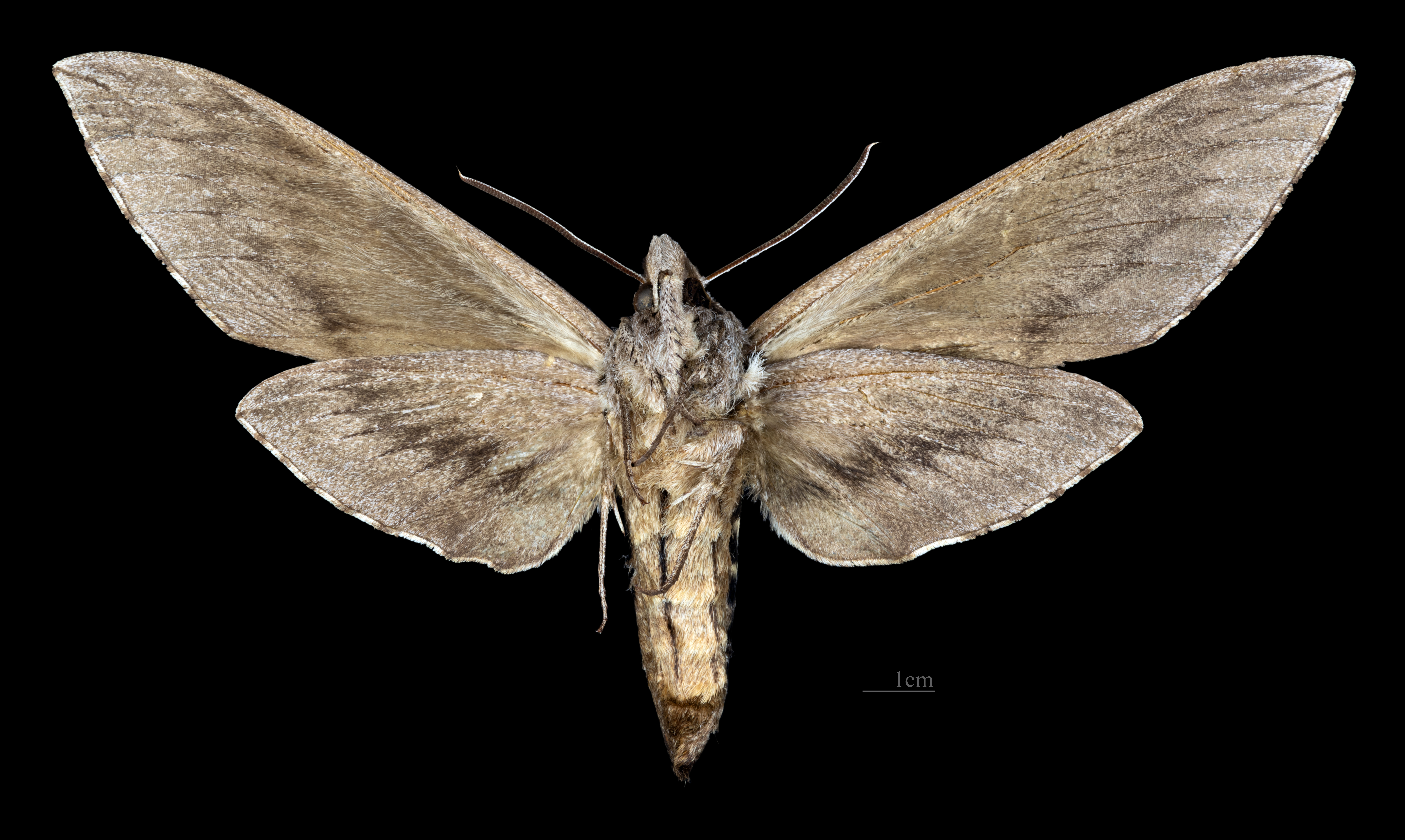
Sphinx chersis ♀ △

### Eruga
Pot arribar als 100 mm de longitud. Presenta cert polimorfisme, pot haver-hi considerable variació de coloració entre individus. Normalment és verda blavosa recoberta de franges obliqües laterals blanques i verd fosques; l'últim parell de franges acaba amb una cua blava. Les bores de la placa anal són grogues.

## Hàbitat
Una gran varietat de boscos i zones de matollar àrides. L'eruga s'alimenta d'una gran varietat de plantes, incloent Syringa vulgaris, Populus tremuloides, Fraxinus, i Ligustrum.

## Període de vol i hibernació
Dues generacions l'any: la primera entre maig i juny i la segona entre juliol i agost. Hiberna com a pupa en una crisàlida subterrània.